# Katrin Langensiepen
Katrin Langensiepen (ur. 10 października 1979 w Langenhagen) – niemiecka polityk i samorządowiec, deputowana do Parlamentu Europejskiego IX i X kadencji.

## Życiorys
Urodziła się jako osoba niepełnosprawna, zdiagnozowano u niej zespół TAR skutkujący aplazją kości promieniowych. Kształciła się w Holandii, pracowała m.in. w Marsylii jako opiekunka.
W 2010 dołączyła do Zielonych, w 2011 została radną miejską w Hanowerze. Obejmowała różne funkcje w strukturze swojej partii, m.in. rzeczniczki w grupie roboczej do spraw niepełnosprawnych. Pracowała też we frakcji Zielonych w landtagu Dolnej Saksonii.
W wyborach w 2019 z listy tego ugrupowania uzyskała mandat eurodeputowanej IX kadencji. Z powodzeniem ubiegała się o poselską reelekcję w 2024.